# Feodor Șaliapin
Feodor Ivanovici Șaliapin (în rusă Фёдор Иванович Шаляпин) (n. 13 februarie (stil vechi: 1 februarie) 1873 la Kazan – d. 12 aprilie 1938, la Paris) a fost un cântăreț rus de operă și muzică de cameră (bas înalt), în diferite momente solist al teatrelor Bolșoi și Mariinski, precum și al Operei Metropolitan. 

## Filmografie
- 1915 Țarul Ivan Vasilievici Groznîi (Царь Иван Васильевич Грозный), regia Aleksandr Ivanov-Gai : Ivan cel Groaznic
- 1929 Aufruhr des Blutes, regia Victor Trivas
- 1933 Don Quijote (Don Quichotte), regia Georg Wilhelm Pabst : Don Quijote (1h 13min versiunea în limba franceză)
- 1933 Don Quixote (Don Quixote), regia Georg Wilhelm Pabst : Don Quixote (1h 13min versiunea în limba spaniolă)
- 1933 Don Quijote (Don Quijote), regia Georg Wilhelm Pabst : Don Quijote (1h 21min versiunea în limba germană)

## Literatură
- Șaliapin, F. I., Pagini din viața mea * Masca și sufletul, București, 1962: Editura Muzicală a Uniunii Compozitorilor din R.P.R., p. 420;
- Rozenfeld, Semion, L-am cunoscut pe Șaliapin, București, 1958: Editura Cartea Rusă;